# 490 до н. е.

## Події
- 13 вересня — Марафонська битва, між військами Афін та армією Персідської імперії.
- Облога Еретрії